# Antonio Colom
Antonio Colom Mas (Buñola, Baleares, 11 de mayo de 1978) es un exciclista español que ganó la Volta a la Comunitat Valenciana en 2006 y la Vuelta a Andalucía en 2002, así como una etapa de la Dauphiné Liberé en 2007 y otra de la Paris Niza en 2009.

## Biografía

### Debut profesional
Debutó como profesional en 1999 con el equipo Costa de Almería. Colom pasó sus tres primeros años como profesional en el Costa de Almería, con el que ganó la clasificación de la montaña de la Semana Catalana de 2001.

### Trayectoria ascendente
Al año siguiente, el corredor fichó por el Relax Fuenlabrada y ganó la Vuelta a Andalucía. Tras dejarse ver en la primera parte del calendario y la entrada del Gobierno de las Islas Baleares en el mundo del ciclismo como patrocinador, Colom consiguió para 2004 un contrato con un equipo de la primera división, el Illes Balears, con el que logró una de las primeras carreras del calendario, la Vuelta a Mallorca, y con el que acabó segundo en la Vuelta a la Comunitat Valenciana. En 2005, el mallorquín venció una etapa de la Vuelta a Mallorca y terminó segundo en la Vuelta a Murcia. El ciclista amplió su palmarés en 2006, su último año en el Illes Balears, con el segundo puesto en la Vuelta a Mallorca y la victoria en la Volta a la Comunitat Valenciana.

### Gregario en el Astana

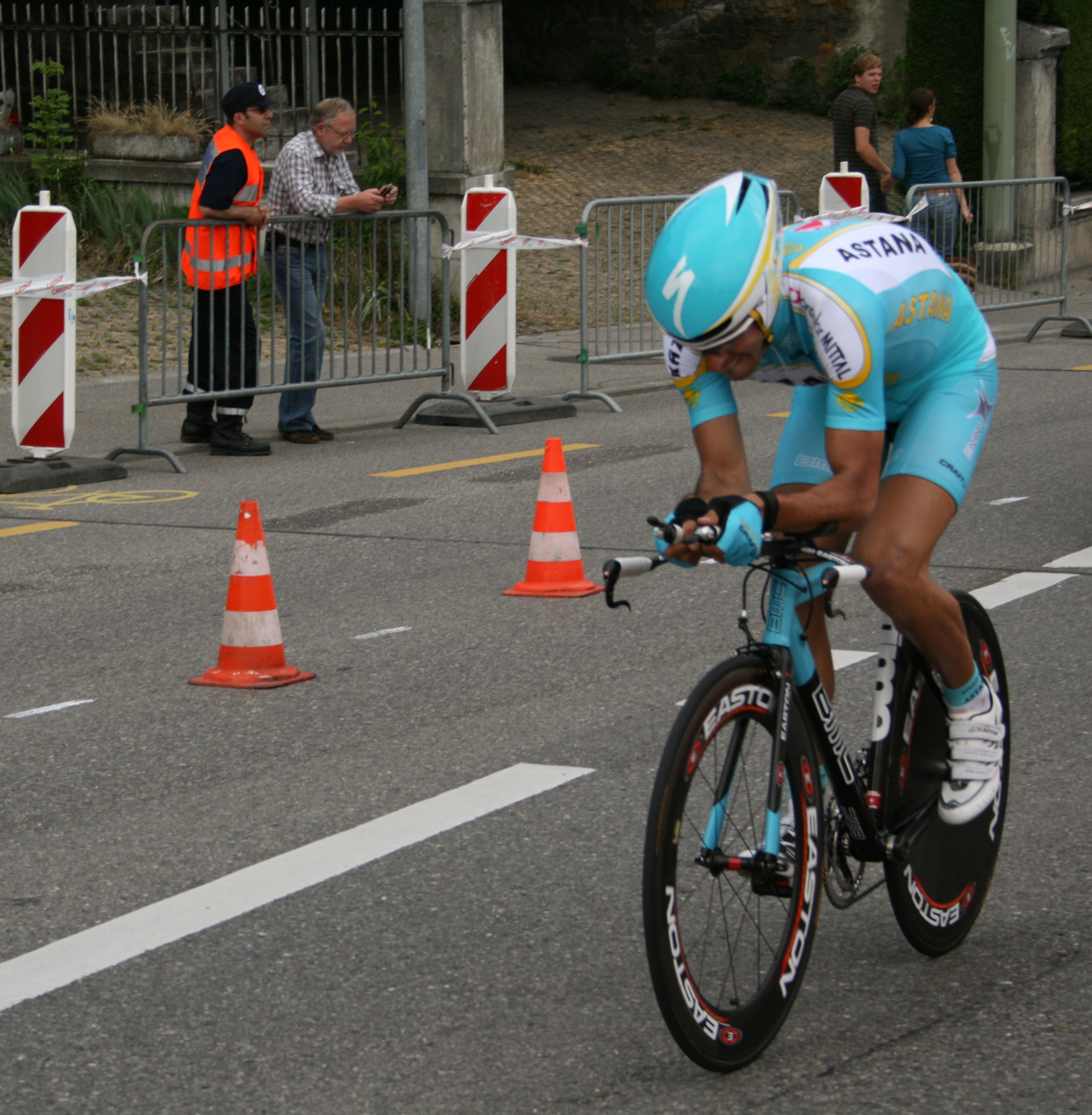
Antonio Colom Mas en el prólogo al Tour de Romandía 2007.

Colom corrió dos temporadas (2007-2008), en el Astana.
En su primer año, además del Trofeo Sóller de la Challenge de Mallorca, ganó la tercera etapa de la Dauphiné Libéré tras llegar a meta escapado con su entonces jefe de filas Aleksander Vinokurov (a la postre vencedor de la general), quien le cedió la victoria de etapa. Colom acudió al Tour de Francia como gregario para las etapas de montaña de Vinokurov, quien aspiraba a ganar la general.
El equipo fue reordenado para 2008, llegó Johan Bruyneel como nuevo director, trayendo consigo al Astana buena parte de la estructura del recientemente desaparecido Discovery Channel, incluyendo a Alberto Contador (reciente ganador del último Tour de Francia) como nuevo jefe de filas. Colom fue gregario de Contador en el Giro de Italia, ayudando al de Pinto en la consecución de la maglia rosa (ganador de la general). 
Sin embargo, a final de temporada decidió no continuar en el equipo para, según declaró, poder disputar las carreras y no verse obligado a trabajar siempre en favor de los líderes, como le ocurría en el potente Astana, plagado de estrellas como el citado Contador, Levi Leipheimer y Andreas Klöden.

### El reto ruso del Katusha
Con la intención de dejar de ser gregario y jugar así sus opciones de victoria, para 2009 pasó al equipo ruso Team Katusha, de categoría ProTour.

#### Éxitos en primavera
Tras ganar el Trofeo Soller y ser primero en la clasificación general de la Challenge de Mallorca, ganó una etapa en la Vuelta al Algarve, por delante de hombres como Alberto Contador.
El 15 de marzo logró una importante victoria de etapa en la París-Niza, donde terminó quinto en la general.
Colom estiró su buen momento hasta abril, mes en el que quedó segundo en la general de la Vuelta al País Vasco, sólo superado por Contador.

#### Positivo por EPO y retirada
El 9 de junio de 2009, los medios de comunicación informaron de que el corredor había dado positivo por EPO en un control antidopaje realizado fuera de competición el 2 de abril de ese mismo año. El ciclista, que negó las acusaciones y denunció "muchas incongruencias" en su caso, fue suspendido dos años. Puso entonces fin a su carrera deportiva. Tenía 31 años.

### Promoción del deporte
En febrero del 2010, nace Toni Colom World y se convierte en organizador de eventos cliclistas.
Los más destacados son:

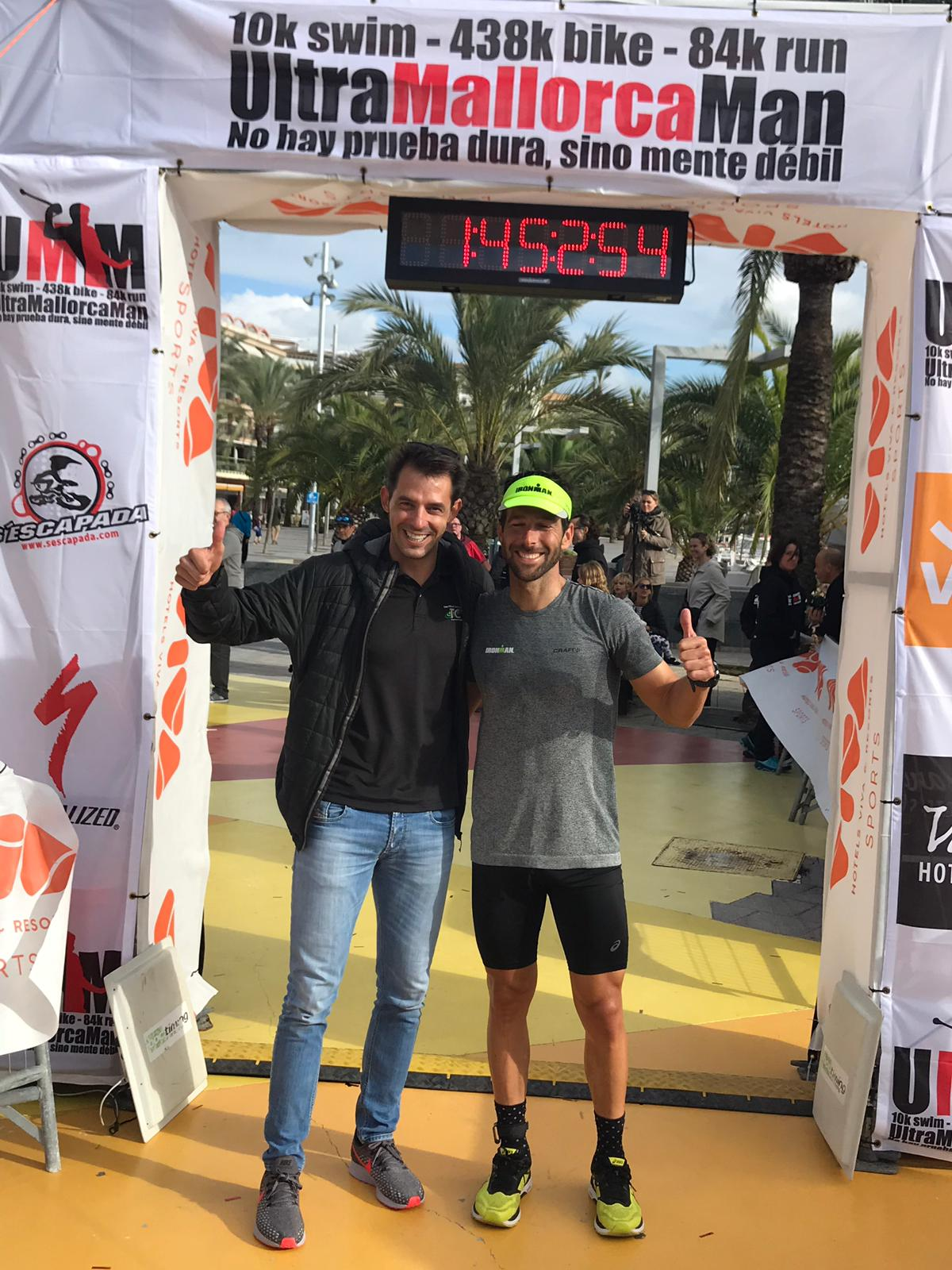

- 1.er Criterium Internacional a Mallorca, un evento que fue un gran éxito y que consiguió reunir a las figuras más importantes del pelotón.
- Open Ciudad de Palma, en homenaje a Marcel Wust, uno de los ciclistas más carismáticos y con más victorias en el mundo profesional.

No todo es dedicado a los profesionales y Toni Colom impulsa las competiciones en pista con las Nota d´estiu de Son Moix, llevando el ciclismo casa a su punto más álgido en Mallorca.
Del 2010 al 2014 es Director técnico de la escuela balear del deporte, donde introduce la metodología NAPS y con todo ello logra que 5 de los 12 chicos lleguen a profesionales, entre ellos Enric Más, Gaspar Más, etc. En los campeonatos nacionales arrasan logrando llevarse más del 80% de los metales en juego.
También se convierte en asesor deportivo de la FCIB (federación illes Balears). Logra impulsar junto a su presidente Arturo Sintes una mejor gestión económica y deportiva de la FCIB.

### Asesoramiento y consultoría
En marzo de 2014 abre una consulta en Mallorca dedicada en exclusiva a la preparación de ciclistas, triatletas, atletas y opositores. Varios medios de comunicación destacan el papel de Colom como descubridor y entrenador del ciclista profesional Enric Mas. 

### Ironman y triatlón
Paralelamente desde 2011 hasta 2018, se convierte en deportista en el mundo Ironman.
Gracias a la insistencia y acompañamiento, por parte de su amigo Tomeu Cirer, comienza un periodo de preparación y entrenamiento, que le lleva a desempeñar un papel en este tipo de competiciones.
Sus principales hitos, en categoría por edades, son:
- Consigue el título de Entrenador Internacional de Ironman en 2011.
- Campeón del mundo en dos ocasiones consecutivas 2013 y 2014, en la categoría de media distancia.
- Campeón de Europa en 2014 en la categoría de larga distancia, en la que todavía a día de hoy, sigue vigente su récord Bike en el Gran Circuito de Ironman en Niza.

En 2017 se rompe las dos rodillas y pasa por quirófano por dos veces en cada rodilla, llevando esto a una retirada de la competición.

## Palmarés
| 2002 - Vuelta a Andalucía 2004 - Challenge Vuelta a Mallorca (ver nota) - 1 etapa de la Vuelta a la Comunidad Valenciana 2005 - 1 trofeo de la Challenge a Mallorca (Trofeo Calviá) 2006 - Vuelta a la Comunidad Valenciana, más 1 etapa. 2007 - 1 trofeo de la Challenge a Mallorca (Trofeo Sóller) - 1 etapa de la Dauphiné Libéré | 2009 - Challenge Vuelta a Mallorca (ver nota), más 1 trofeo (Trofeo Buñola) - 1 etapa de la Vuelta al Algarve - 1 etapa de la París-Niza 2013 - Campeón del mundo Ironman en categoría media distancia. 2014 - Campeón del mundo Ironman en categoría media distancia y campeón de Europa Ironman en categoría larga distancia. - Récord mundial y vigente en Bike en Ironman Niza. |

## Equipos
- Costa de Almería (1999-2001)
- Relax-Fuenlabrada (2002-2003)
- Illes Balears (2004-2006)
- Astana (2007-2008)
- Katusha (2009)